# Bela Lugosi's Dead
Singles de Bauhaus
Dark Entries
(1980)
Bela Lugosi's Dead est le premier single du groupe britannique Bauhaus et sort le 6 août 1979 chez le label Small Wonder. La chanson est accompagnée sur les vinyles par le titre Boys et par la version démo de Dark Entries. En 1998, le morceau est rénregistré pour Crackle, l'album compilation du groupe ; c'est le seul disque de Bauhaus à présenter une version studio de cette composition.
Bela Lugosi's Dead n'entre pas dans les principaux charts britanniques, mais le morceau devient vite un hit dans les charts indépendants et aura un impact décisif sur le développement de la musique moderne. Certaines critiques considèrent la chanson comme étant la première sortie appartenant au rock gothique,,. Malgré le fait que les musiciens n'ont eux-mêmes pas pris la chanson et son contenu au sérieux, Bela Lugosi's Dead acquiert une immense popularité parmi les représentants de la sous-culture gothique émergente à cette époque.
Cette chanson est incluse dans la sélection des 660 « chansons qui ont façonné le rock 'n' roll » du Rock and Roll Hall of Fame.

## Histoire de la chanson
La musique est composée par les quatre membres de Bauhaus (Peter Murphy, Daniel Ash, David J (en) et Kevin Haskins (en)), les paroles sont écrites par David J et sont un hommage à l'acteur hongro-américain Béla Lugosi (1882-1956), célèbre pour avoir incarné le comte Dracula au théâtre et au cinéma.
La chanson est enregistrée dans les conditions du live en janvier 1979 dans les studios appartenant à Derek Tompkins, les Beck Studios à Wellingborough en Angleterre. Minimaliste, avec un rythme saccadé proche de la bossa nova, une influence de la musique dub, une basse répétitive, une guitare tantôt bruitiste, tantôt accompagnant la voix caverneuse de Peter Murphy, la chanson plonge l'auditeur dans une ambiance hypnotique et mystérieuse pendant plus de neuf minutes,.
À cause de sa durée inhabituelle pour un single, Bela Lugosi's Dead sort exclusivement au format maxi 45 tours en août 1979. Sur la face B figurent la chanson Boys et un morceau sans titre qui est une version démo de Dark Entries.
Très bien accueilli, ce premier single de Bauhaus restera classé dans le UK Indie Chart pendant deux ans.
En 1983, Bauhaus interprète la chanson dans la scène d'ouverture du film Les Prédateurs (The Hunger) réalisé par Tony Scott et racontant une histoire de vampires.
En 2011, le magazine américain Rolling Stone l'a placée en tête du classement des 15 meilleures chansons sur les vampires.
En 2019, la chanson est utilisée au début et comme générique de fin du film italien Nuits Magiques de Paolo Virzi.

## Musiciens
- Peter Murphy: chant
- Daniel Ash: guitare
- David J (en): basse
- Kevin Haskins (en): batterie

## Reprises
Plusieurs artistes ont repris Bela Lugosi's Dead comme The Electric Hellfire Club (en), Sepultura, Nouvelle Vague ou Chvrches sur la bande originale du film Vampire Academy.